# Renata Ávila Pinto
Renata Ávila Pinto (Guatemala, 1 de enero de 1981) es una abogada y activista guatemalteca, especializada en tecnología y propiedad intelectual que trabaja en la intersección de los derechos humanos con la tecnología. Es portavoz y parte del equipo que defiende a Julian Assange y Wikileaks, bajo la dirección de Baltasar Garzón. Entre 2018 y 2021 fue la directora ejecutiva de la Fundación Ciudadanía Inteligente con sede en Chile y Brasil. Desde octubre de 2021 es la Directora ejecutiva de la Open Knowledge Foundation.
Fue defensora de sobrevivientes de genocidio y otros abusos de derechos humanos en Guatemala. Formó parte del equipo legal liderado por la abogada española Almudena Bernabéu en el caso de Rigoberta Menchú Tum contra Efraín Ríos Montt.
Es miembro del directorio de Creative Commons, organización internacional que aboga por el conocimiento abierto y la cultura libre. También es miembro del Directorio de DiEM25, una iniciativa paneuropea lanzada por el exministro de finanzas griego y economista Yanis Varoufakis, que busca democratizar la Unión Europea.
Publicó el libro Women, Whistleblowing, Wikileaks: A Conversation, junto a Sarah Harrison y Angela Richter, editado por OR Books. Actualmente es la Directora ejecutiva de la Fundación Ciudadanía Inteligente de Chile, y contribuye con artículos de análisis y opinión experta en diversos medios y periódicos internacionales.

## Trayectoria
Es abogada licenciada por la Universidad Francisco Marroquín en Guatemala y tiene una maestría en Derecho de la Universidad de Turín, en Italia, así como estudios de Derecho Internacional en La Haya.

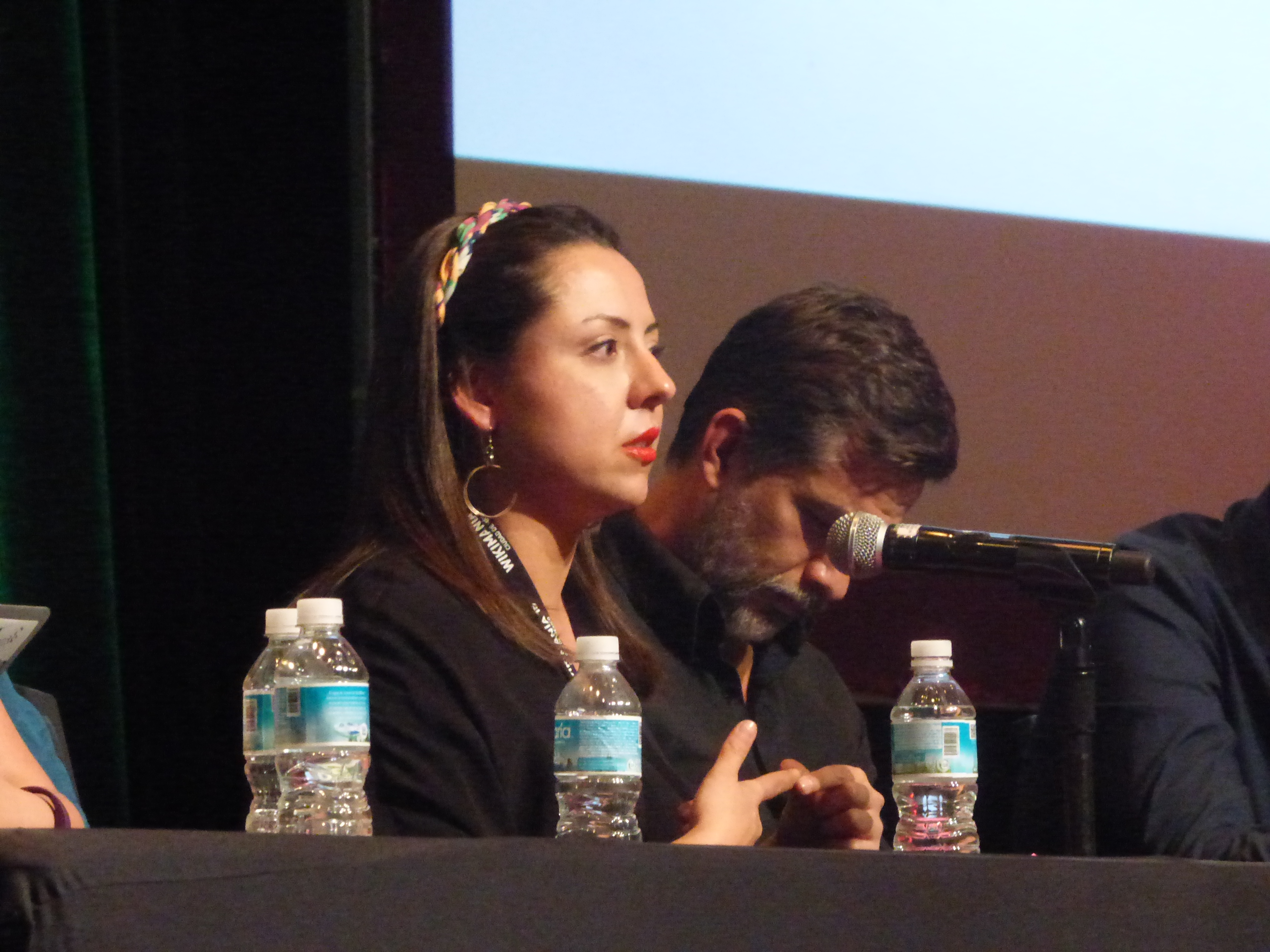
Participando en panel de expertos

Formó parte del equipo legal internacional que representó en el proceso de extradición a España a las víctimas de genocidio y otros crímenes de la humanidad, en el caso ante la Audiencia Nacional de España, incluyendo la prominente líder indígena y Premio Nobel de la Paz, Rigoberta Menchú Tum. También ha sido asesora legal de distintos whistleblowers y periodistas, al lado del jurista Baltasar Garzón.
Como activista por los derechos digitales ha denunciado el deterioro de neutralidad de la red, la vigilancia masiva y los ataques a la libertad de expresión en Internet. Trabajó por cinco años como Asesora en Jefe de Derechos Digitales en la World Wide Web Foundation. Lideró, junto al inventor de la World Wide Web, Tim Berners-Lee, la campaña Web We Want, para la promoción del respeto a los derechos humanos en la era digital en más de 75 países. Actualmente es la directora ejecutiva de la fundación chilena Ciudadanía Inteligente, organización que promueve la apertura de datos y su uso a favor de la sociedad en América Latina.
Es miembro del consejo directivo de Creative Commons y fiduciaria de la Courage Foundation. También sirve como integrante del consejo asesor del proyecto DECODE y Data Ativism, de la Universidad de Ámsterdam. Forma parte del colectivo coordinador del Movimiento Democracia en Europa 2025, donde explora el potencial de las tecnologías descentralizadas en Europa.
Ha colaborado en medios como eldiario.es, Global Voices y Open Democracy, así como para distintas publicaciones académicas, y realiza contribuciones a publicaciones periódicas. Ha participado en los documentales Hacking Justice (2017). Risk (2016)  y ForEveryone.Net (2015).
En el libro Women, Whistleblowing, Wikileaks: A Conversation, que escribió junto a Sarah Harrison y Angela Richter, se habla de las mujeres que han tenido un rol activo en WikiLeaks, pero que no han tenido la misma cobertura en medios de comunicación. Se encuentra actualmente preparando el libro Colonialismo Digital, en el cual critica a las corporaciones tecnológicas.
En 2014 fue una de las participantes en la creación del Marco Civil de Internet realizado en Brasil con la finalidad de implementar una legislación para proteger la neutralidad de la red.
En 2019 fue seleccionada entre las 10 personas finalistas para la relatoría especial de libertad de expresión, de la Comisión Interamericana de Derechos Humanos,(CIDH), que finalmente recayó en Pedro José Vaca Villarreal.

## Publicaciones
- Ávila, Renata; Harrison, Sarah; Richter, Angela (2017). Women, Whistleblowing, WikiLeaks: A Conversation (en inglés). OR Books. ISBN 9781682191170.[21]
- Ávila, Renata; Gutiérrez Valdizán, Alejandra (enero de 2014). «Mapping Digital Media: Guatemala» (en inglés). Open Society Foundations. Consultado el 18 de octubre de 2018.